# Redfield (Arkansas)
Redfield è una città degli Stati Uniti d'America situata nello Stato dell'Arkansas, nella Contea di Jefferson.